# Општина Кучердеа (Муреш)
Кучердеа (рум. Cucerdea) општина је у Румунији у округу Муреш.
Oпштина се налази на надморској висини од 404 m.